# Buttinga
Buttinga (Stellingwerfs: Buttinge; Fries: Buttingea) is een buurtschap in de gemeente Ooststellingwerf, in de Nederlandse provincie Friesland. Het ligt net ten zuidwesten van Oosterwolde.
De buurtschap werd in in de 17e eeuw vermeld als zowel Butinge als Buttinga. De plaatsnaam duidt waarschijnlijk op het feit dat een nederzetting is van of bewoond door de familie Buttinga, de oorsprong ervan ligt in een landhuis van deze familie.
Door de ruilverkaveling in de twintigste eeuw verdwenen aardig aantal huizen van de buurtschap. In Oosterwolde is er een basisschool genoemd naar de buurtschap. Deze school ligt in het oude buitengebied van de buurtschap die onderdeel is geworden van de bewoning van het dorp Oosterwolde. Zo is de buurtschap een stuk kleiner dan het lang was.
Buttinga loopt in de zuidwestelijke punt over in de buurtschap Hoogeduurswoude.